# Stazione di Ishizugawa
La stazione di Ishizugawa (石津川駅?, Ishizugawa-eki) è una stazione ferroviaria delle Ferrovie Nankai situata nel quartiere di Nishi-ku nella città di Sakai della prefettura di Osaka in Giappone. La stazione è servita dalla linea principale delle ferrovie Nankai.

## Linee e servizi

### Treni
Ferrovie Nankai
● Linea principale Nankai

## Struttura
La stazione è dotata di due marciapiedi laterali con due binari passanti su viadotto. Il fabbricato viaggiatori si trova al piano terra, ed è collegato ai binari da scale fisse, mobili e ascensori.
| 1 | ● Linea principale Nankai | per Hagoromo, Kishiwada, Izumisano, Kansai Aeroporto e Wakayamashi |
| 2 | ● Linea principale Nankai | per Sakai, Tengachaya e Namba                                      |

## Stazioni adiacenti
| «                       | Servizio                | »                       |
| Linea Nankai principale | Linea Nankai principale | Linea Nankai principale |
| ----------------------- | ----------------------- | ----------------------- |
| Minato                  | Locale                  | Suwanomori              |
| Minato                  | Semiespresso            | Suwanomori              |
| Transito                | Espresso sezionale      | Transito                |
| Transito                | Espresso aeroporto      | Transito                |
| Transito                | Espresso                | Transito                |
| Transito                | Esp. Lim. Southern      | Transito                |